# Alpaida yuto
Alpaida yuto är en spindelart som beskrevs av Levi 1988. Alpaida yuto ingår i släktet Alpaida och familjen hjulspindlar. Inga underarter finns listade i Catalogue of Life.